# Mường Và
Mường Và est une commune rurale, située dans le district de Sốp Cộp (province de Sơn La, Viêt Nam).

## Géographie
Mường Và a une superficie de 281,4 km².

## Politique
Le code administratif de la commune est 04243.

## Démographie
En 1999, la commune comptait 7 389 habitants.

## Sources
- (vi) Cet article est partiellement ou en totalité issu de l’article de Wikipédia en vietnamien intitulé « Mường Và » (voir la liste des auteurs).